# Lonchura monticola
La donacola di montagna o donacola montana orientale (Lonchura monticola De Vis, 1897) è un uccello passeriforme appartenente alla famiglia degli Estrildidi.

## Distribuzione edhabitat
Questa specie occupa un areale relativamente piccolo, che comprende la porzione sud-orientale della Papua Nuova Guinea; qui la donacola di montagna è diffusa nelle aree prative montane e nelle foreste di bambù, fra i 2800 ed i 3900 m di quota.

## Descrizione

### Dimensioni
Misura circa 11–12 cm di lunghezza, coda compresa.

### Aspetto
Si tratta di piccoli uccelli dall'aspetto robusto, muniti di un caratteristico becco tozzo e di forma conica.

Il dorso, le ali, la nuca ed il vertice sono di color bruno-nocciola; il petto ed il ventre sono invece di colore bianco, che specialmente sul primo sfuma nel grigiastro. Anche i fianchi sono bianchi, con presenza di bande nere che si continuano in una linea semicircolare dello stesso colore che percorre la porzione inferiore del petto: sulla faccia è presente una mascherina nera che va dalla fronte alla gola, e neri sono anche il sottocoda e la coda, mentre il codione è di colore giallo chiaro. Gli occhi sono di colore bruno scuro, le zampe sono carnicino-grigiastre, il becco è grigio plumbeo.

## Biologia
Si tratta di uccelli diurni, che tendono a vivere in gruppetti familiari che passano la maggior parte della giornata al suolo o fra l'erba alla ricerca di cibo, rifugiandosi poi al calar della notte fra i rami degli alberi.

### Alimentazione
La donacola di montagna si nutre principalmente di semi di graminacee e bambù, raccogliendoli al suolo o direttamente dalle infiorescenze, privilegiando quelli ancora immaturi o quelli appena germogliati: non disdegna inoltre di integrare la propria dieta con altri alimenti di origine vegetale (bacche, frutti, germogli) e animale (principalmente piccoli insetti volanti, come le termiti durante i periodi di sciamatura).

### Riproduzione
A causa degli ambienti impervi e poco esplorati in cui questa specie è solita vivere, si conosce molto poco circa le sue abitudini riproduttive: tuttavia, si ha motivo di credere che esse non differiscano significativamente per modalità e tempistica da quelle delle altre specie congeneri.